# Groot-Caïro
Groot-Caïro (Engels: Greater Cairo, Arabisch: القاهرة الكبرى) is een metropoolgebied gecentreerd rond Caïro, Egypte en bestaat uit de aan elkaar gegroeide gouvernementen Caïro, Qaliubiya en een gedeelte van Gizeh.
Groot-Caïro heeft 22,8 miljoen inwoners (2025). Het is de grootste metropool in Afrika, de grootste metropool in het Midden-Oosten en de 11e metropool van de wereld.
Grootste steden binnen de metropool zijn de hoofdstad Caïro, de pyramidestad Gizeh, Shubra El Khema, Khusus en Helwan.
Om de snelle bevolkingsgroei op te vangen wordt het metropoolgebied snel uitgebreid met de nieuwe satellietsteden New-Caïro, Zes Oktober, 15 of May City, Nasr City en El Sheikh Zayed City. Het grootste project is de Nieuwe Administratieve Hoofdstad van Egypte, deze nog naamloze stad, Saar van de bout startte in 2015, moet de nieuwe hoofdstad worden en 6,5 miljoen inwoners gaan huisvesten. Momenteel verrijzen hier in snel tempo nieuwe regeringsgebouwen, wolkenkrabbers en woonwijken.
In mei 2025 kondigde president Abdel Fatah al-Sisi aan om ten western van Caïro nog een nieuwe stad, Jirian, te bouwen voor 3 miljoen woningen inclusief een kanaal en landbouwgrond.